# 森田藥粧
森田藥粧為發跡於台灣彰化市的一間大型藥粧連鎖零售集團，成立於2003年，前身為成立於台灣日治時期1934年的森田行。上海、香港及日本東京均設有分公司與日本技術合作；有SGS認證。
森田藥粧的商業合作商為台北市臺安醫院，在台灣開架式面膜每年五千萬片的市場中，森田約兩成的市占率，是市場排名前三大。旗下品牌有DR.JOU、DR.MORITA、研JOU室系列，銷售上採取線上銷售與零售通路並舉的策略。於2012年獲國家品質標章獎並持續與世界各大學產學合作。

## 歷史沿革
1934年，森田行成立。
1976年，登記為森田百貨有限公司。
2000年，成立日本公司。
2003年，成立森田藥粧股份有限公司，Dr.Morita品牌上市，與臺安醫院合作。
2007年，DR.JOU品牌上市。
2009年，成立上海分公司、菲律賓分公司。
2011年，與大葉大學產學合作。
2012年，森田藥粧彰濱廠營運，成立森田生醫股份有限公司。成立香港分公司。
2017年，森田藥粧斗六廠營運，森田藥粧上海金山廠營運。
2019年，與日本東京工科大學建教合作，並進駐日本最大連鎖藥妝松本清。
2020年，原料MEDMORI®美的膜力超導微分子保濕技術專利榮獲國際多國金獎肯定。
2021年，香港森田榮獲尼爾遜頒發2020-2021連續2年銷售金額和數量雙項冠軍證書。
2024年，與金門最高學府「國立金門大學」食品科學系成立「森田金門一條根研究中心」進行產地、產學研發合作。

## 榮耀事蹟
- 森田藥粧榮獲2022凱度台灣美妝品牌足跡醫美保養榜第一名[10][11]。
- 香港森田獲尼爾遜頒發2020-2021連續2年銷售金額和數量雙冠軍證書[12][13]。
- 森田藥粧入榜醫美十大首選品牌[14]。
- 台灣本土保養品知悉度，森田藥粧的知名度居冠[15]。
- 2023年，獲第12屆香港貨品編碼協會（GS1 HK）「貼心企業嘉許計劃」，連續十年獲得貼心企業標誌，更榮獲該獎項目前最高肯定「十年賞」[16]。
- 香港森田獲尼爾遜頒發2020-2023連續4年勇奪面膜銷售第一[17]。

## 獲獎
- 2012年，榮獲國家品質標章獎。
- 2016年，榮獲第13屆國家新創獎。[18]
- 2016年，榮獲第19屆小巨人獎。[19]
- 2018年，榮獲亞太美業貢獻獎。
- 2020年，以 MEDMORI®技術專利_滑菇多醣粹取技術，榮獲第三十四屆日本東京創新天才國際發明獎。[20]
- 2020年，榮獲第十六屆烏克蘭國際發明展金牌獎、第十四屆波蘭華沙國際發明展金牌獎。
- 2021年，以一種新型皮膚保濕及抗老化之化粧品原料 MEDMORI®（滑菇多醣)粹取技術，榮獲第二十四屆俄羅斯阿基米德國際發明展金牌獎[21]
- 2021年，「研JOU室 高單位青春膠原胜肽凍」榮獲世界品質大賞金獎。
- 2022年，透過智慧生產結合酵素工程開發具有多重美容功效「滑菇多醣體」，榮獲第十九屆國家新創獎。[22] 「研JOU室 超級晶亮金盞花葉黃素複方凍」榮獲世界品質大賞金獎。「極奢華黃金特濃面膜系列」榮獲屈臣氏健康美麗大賞最佳銷售
- 2023年，榮獲第二十屆國家新創獎精進獎。[23]。「研JOU室 超級晶亮金盞花葉黃素複方凍、研JOU室 高單位青春膠原胜肽凍等產品」再榮獲世界品質大賞金獎
- 2017年-2025年，多款商品再獲世界品質大賞金獎。2024年(港)森田藥粧三重玻尿酸複合原液面膜10入、研JOU室超級晶亮金盞花葉黃素複方凍10入更獲世界品質大賞國際高品質獎

## 公益
- 2017年回饋鄉梓捐贈救護車2輛，幫助提升彰化縣救護品質，守護縣民人身安全。[24]

- 2018年森田藥粧集團展愛心捐贈彰化縣消防局三台自動心肺復甦機給彰化縣消防局，投入緊急救護，以實際行動展現愛心回饋社會[25]。

- 2019年森田藥粧集團，回饋鄉里、造福鄉梓_捐贈彰化縣警察局兩輛高階巡邏車，強化人民保母打擊犯罪的裝備，提升地方治安。[26]

- 2020年環台醫療策略聯盟協會，協同森田藥粧共同協助防疫，捐贈16家醫院修護保養品，體恤醫護人員辛勞。[27]

- 2021年捐贈贈品給彰化家扶中心「疫起傳愛，助學無礙」活動，為家扶兒募集助學基金。[28]

- 2023年協辦臉部平權運動台北國際馬拉松比賽。[29]

- 2020年到2024年均贊助台灣永續能源研究基金會兒童繪畫比賽。而2024年主題「健康小大使」國中小繪畫創作比賽。喚醒大家對健康福祉的重視，正視氣候變遷對人類和地球環境帶來的影響並採取行動，呼應聯合國永續發展目標SDG3「健康與福祉」[30]。

- 2021到2024年均協辦時報金犢獎，獲頒卓越貢獻獎與傑出社會責任貢獻獎。[31]

- 2024年、2025年贊助第21、22屆金門海上長泳活動暨第12、13屆金廈泳渡活動。[32][33]

- 2025年贊助金門馬拉松、台新女子馬拉松路跑活動[34][35]。

- 2025年暖心捐贈防疫物資，守護弱勢兒童[36]；響應地球日百萬綠行動，在品牌經營中實踐綠色理念[37]。

## 外部連結
- Dr.Morita官方網站
  - Dr.Morita 森田藥粧的Facebook專頁
  - 森田藥粧的Instagram帳戶
  - 森田藥粧 (@drjou1934) 官方 TikTok （页面存档备份，存于）
- DR.JOU官方網站
  - DR. JOU的Facebook專頁